# Dunterton
Dunterton is een civil parish in het bestuurlijke gebied West Devon, in het Engelse graafschap Devon. In 2001 telde het dorp 51 inwoners.
In het Domesday Book van 1086 staat het dorpje vermeld als 'Dondritone', met een bevolking van 18 huishoudens en een belastingopbrengst van 0,5 geld. De dorpskerk van Dunterton heeft de hoogste classificatie op de Britse monumentenlijst. De oudste delen ervan dateren uit de veertiende eeuw.